# Antocha (Antocha) obtusa
Antocha (Antocha) obtusa is een tweevleugelige uit de familie steltmuggen (Limoniidae). De soort komt voor in het Nearctisch gebied.